# Narh
Narh, auch naṙ, narr, nadd, naddu, ist eine lange endgeblasene Flöte, die überwiegend in den wüstenartigen Gebieten der Provinzen Belutschistan und Sindh in Pakistan sowie im indischen Bundesstaat Rajasthan solistisch oder zur Begleitung von Volksliedern und Balladen gespielt wird. Mit der im Vergleich zur orientalischen Längsflöte nāy und zur indischen Querflöte bansuri einfacheren Bauweise der narh blieb ein regionaler und vermutlich älterer Flötentyp erhalten.

## Herkunft und Verbreitung
Längsflöten mit unterschiedlicher Größe und Tonproduktion aus Pflanzenrohr oder Röhrenknochen – darunter Schnabelflöten und an den Enden offene Flöten – gehören zu den Musikinstrumenten, die seit Alters her von nomadischen Hirtenkulturen gespielt und verbreitet werden. Es musste nur das Prinzip erkannt werden, dass ein Ton entsteht, wenn ein Luftstrom in einem bestimmten Winkel über eine Kante geblasen und der so gebrochene Luftstrom anschließend in einer Resonanzröhre stabilisiert und verstärkt wird. Hoch tönende Flöten oder Pfeifen, die Vogelstimmen nachahmen, dienen bis heute Hirten und Jägern als Signalinstrumente. Flöten mit mehreren Fingerlöchern sind in Europa seit etwa 30.000 v. Chr. aus dem Aurignacien bekannt.
Die enge Verbindung von Hirten und der leicht zu transportierenden und stets griffbereiten Flöte ist bereits im altgriechischen Mythos vom Hirtengott Pan festgehalten. Sie gehört zu den Kulturgütern, die sich mit der Wanderung der Turkvölker vom Nordosten Asiens westwärts verbreitet haben. Der aus dem Iran stammende Geograph Ibn Churdādbih († um 912) nennt in seinem halbmythischen Bericht den Ursprung der verschiedenen Musikinstrumente, für deren Erfindung er überwiegend biblische Figuren verantwortlich macht. Den Ursprung der Flöte (ṣaffāra) sieht er bei den Kurden. Später hätten die Perser gelernt, aus Schilfrohr unterschiedliche Blasinstrumente (nāy, „Schilfrohr“) herzustellen, darunter die bei festlichen Anlässen gespielte surnāy (eine Kegeloboe) und die dūnāy (ein Blasinstrument mit zwei Spielrohren). Perser erfanden demnach auch die Harfe tschang und wesentliche Elemente der Musiktheorie. Nur die Araber haben laut Ibn Churdādbih nichts Neues zur Musik beigetragen. Der Grammatiker Abū Ṭālib al-Mufaḍḍal ibn Salama († um 904) macht in seinem Werk Kitāb al-malāhī darüber hinaus Angaben zur arabischen Musik. Auch er hält einige Musikinstrumente für die Erfindung biblischer Figuren, die Holzblasinstrumente (allgemein mizmār, heute für Rohrblattinstrumente) ordnet er jedoch den Israeliten – geformt nach der Kehle König Davids – zu und die Flöte, die in frühislamischer Zeit qasāba hieß, hielt er ebenfalls für kurdisch. Mittelalterliche iranische Musiktheoretiker beschreiben eine bischa (bīša) genannte Flöte mit sieben, seltener neun Fingerlöchern aus getrocknetem Schilfrohr, das bevorzugt aus Nischapur oder Bagdad besorgt wurde (bischa-i muschta war eine Mundorgel). Eine Handschrift vom Ende des 15. oder Anfang des 16. Jahrhunderts des Hamsa von Nezāmi (um 1141–1209) zeigt auf einer Miniatur ein typisches kleines Unterhaltungsensemble jener Zeit. Die drei Musiker spielen Langhalslaute (rubāb), Flöte (nāy) und Rahmentrommel (dāira). Flöte, Rahmentrommel und Händeklatschen begleiteten nach einer persischen Miniatur vom Ende des 15. Jahrhunderts tanzende Derwische.
Die längs geblasene Rohrflöte nāy, die in Varianten in der türkischen, arabischen und persischen Musik vorkommt, ist der hauptsächliche Flötentyp im islamischen Orient und südlichen Zentralasien vom Maghreb bis in die Mongolei. Ähnliche Rohrflöten ohne Mundstück heißen auf dem Balkan und in der Türkei kaval, in Armenien blul, bei den Kurden bilûr, im Osten Georgiens eine Version der salamuri (ueno salamuri), in Kasachstan sybyzgy (sibizga), in Kirgistan tschoor und in der Mongolei entsprechend tsuur. Daneben kommen in Zentralasien und in Afghanistan kürzere Schnabelflöten vor, die zum Wortumfeld der tulak gehören und unter anderem in der tadschikischen Musik gespielt werden. Überwiegend werden diese Flöten ebenfalls von Hirten solistisch oder in einem Ensemble zur Tanzbegleitung geblasen. Die führenden Melodieinstrumente der bei Besessenheitszeremonien aufgeführten Musik gwati in Belutschistan sind die Fiedel sorud (suroz, surando, mit der sarinda verwandt), die Langhalslaute dambūrag (entspricht der nordafghanischen dambura) und die Doppelflöte dōnelī (donali, dunali). Im Sindh dient die Doppel-Schnabelflöte alghoza gelegentlich zur Behandlung von Besessenheit.

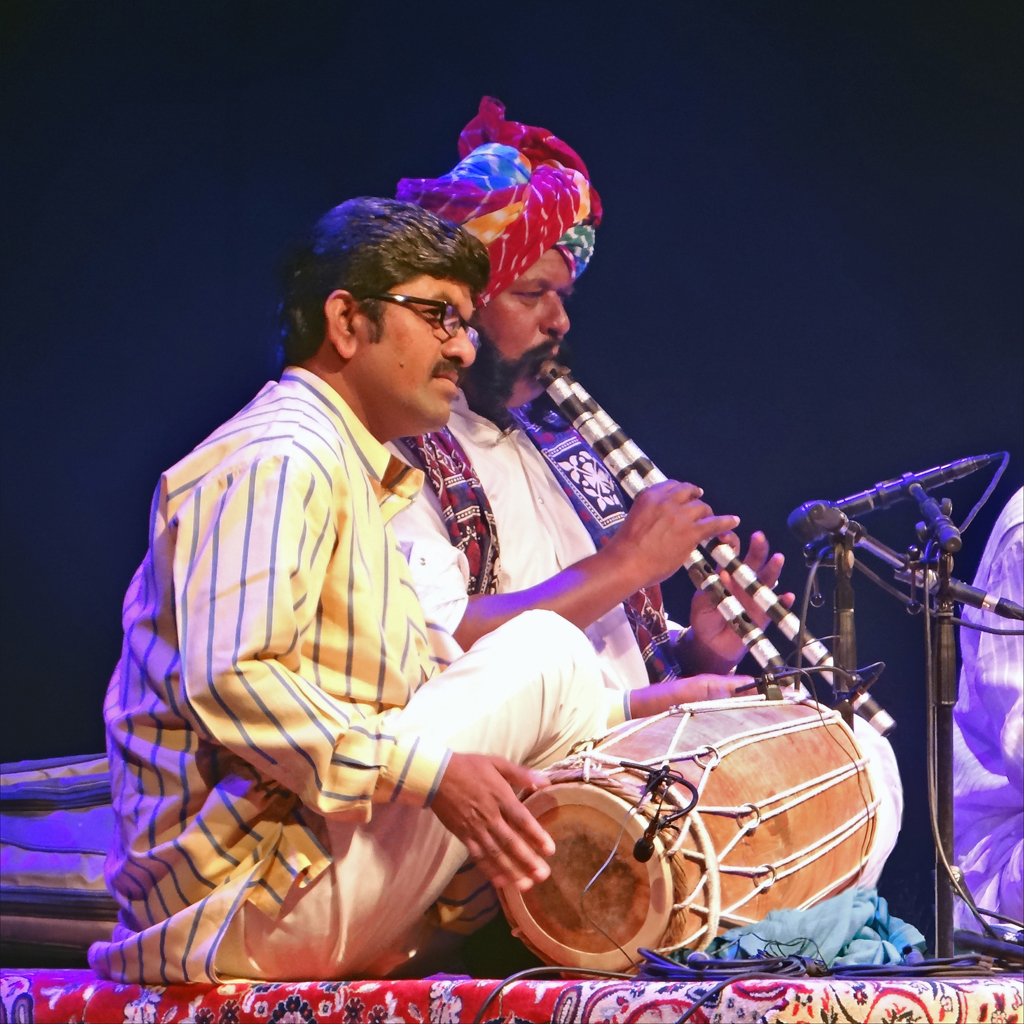
Doppellängsflöte satara zusammen mit einer Fasstrommel des Typs dholki, von Musikern der Langa, einer Ethnie in Rajasthan gespielt.

In Pakistan endet das Verbreitungsgebiet der nāy, die hier durch die nordindische klassische Bambusquerflöte bansuri und durch volksmusikalische Varianten (bansi) ersetzt wird. Flöten im indischen Kulturraum gehören nach der altindischen Instrumentenklassifizierung zu den sushira vadya, den „hohlen Musikinstrumenten“. In einigen vedischen Texten heißt die Flöte auf Sanskrit nadi (nada), in den großen Epen Ramayana und Mahabharata heißt sie venu, wie noch heute in Südindien. Flöten haben in Südasien vielfach eine magisch-religiöse Bedeutung und ihre Verwendung unterliegt gewissen Tabus. Die Hirtenflöte ist ein männliches Instrument, das von Männern gespielt und mancherorts zur Brautwerbung eingesetzt wird. Gott Krishna blies als schöner junger Kuhhirte die Flöte zur Erbauung der Hirtenmädchen (Gopis), was auf die erotische Bedeutung der Flöte verweist. Weitaus seltener als Querflöten von Typ der bansuri sind die regionalen Längsflöten, etwa die alghoza (auch satara) im Punjab und in Rajasthan, die wie die dōnelī in Belutschistan aus zwei Spielrohren besteht. Die samui (sumui) im nordostindischen Bundesstaat Tripura ist eine Bambuslängsflöte mit sieben oder acht Fingerlöchern. Die peli in Rajasthan ist eine kurze Längsflöte der Hirten aus einem 30 Zentimeter langen Bambusrohr. Alghoza, narh und die übrigen Flöten der Volksmusik ermöglichen nicht die verfeinerte Spielweise der bansuri mit den für die klassische Musik charakteristischen gleitenden Übergängen zwischen den Noten (Urdu, Hindi meend), weshalb die bansuri auch in Pakistan zur Standardflöte wurde. Gegenüber der weiter westlich vorkommenden nāy und der sich von Osten ausbreitenden bansuri blieb die narh in einem kleinen Gebiet erhalten, das abgelegene Regionen in den pakistanischen Provinzen Sindh und Belutschistan sowie im angrenzenden indischen Rajasthan umfasst. Das Wort narh wird häufig vom persischen nāy hergeleitet, genauso naheliegend ist eine Abstammung vom Sanskritwort nada, das ebenfalls „Rohr“ bedeutet.

## Bauform
Die narh unterscheidet sich von der Längsflöte nāy und der Querflöte bansuri durch ihre Spielhaltung schräg seitwärts nach unten. Narh ist wie nel in Belutschistan und nāy das allgemeine Wort für „Pflanzenrohr“. Die spezifische Grasart ist unter den Namen sacho narh oder kangore bekannt. Als am besten geeignet gilt das Rohrgras der wüstenartigen Küstenregion Makran. Wie eine typische tüidük ist das Rohr der narh durch sechs Knoten in sieben Abschnitte geteilt. Eine persische nāy besitzt zum Vergleich fünf Knoten und eine türkische ney acht Knoten. Die lange Form der narh misst 60 bis 100 Zentimeter. Die kani, eine kürzere Variante in derselben Region, ist 30 bis 46 Zentimeter lang. Vier äquidistante Fingerlöcher befinden sich nahe am unteren Ende, die beiden mittleren Fingerlöcher zwischen dem vierten und fünften Knoten. Bei der persischen nāy sind es fünf, bei der türkischen ney sechs Fingerlöcher, jeweils mit einem zusätzlichen Daumenloch. Die geringere Zahl von Fingerlöchern weist die narh als eine gegenüber der nāy und der bansuri einfachere und damit möglicherweise in älterer (prähistorischer) Zeit entstandene Flöte aus. Eine Besonderheit ist die Bemalung des gesamten Rohrs mit geometrischen Mustern (Streifen, Rauten) in roter Farbe. Manche Flöten sind mit Bändern aus Tierdarm umwickelt.

## Spielweise

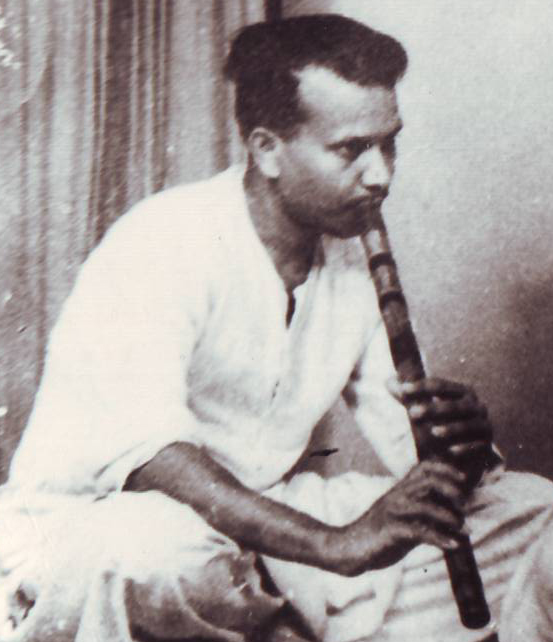
Raghunath Prasanna (um 1920–1999) spielt die in Größe und Spielhaltung mit der narh vergleichbare Bambusflöte sumui aus dem nordostindischen Bundesstaat Tripura.

Die Flöte wird zwischen Daumen und den übrigen Fingern in einem Winkel zwischen 10 und 30 Grad aus der Senkrechten seitwärts nach unten gehalten. Der Musiker greift wegen der Länge des Spielrohrs die Fingerlöcher mit nahezu ausgestreckten Armen. Er deckt mit Zeigefinger und Mittelfinger beider Hände jeweils zwei Fingerlöcher ab. Im Gegensatz zur einfachen Form ist die Spielweise kompliziert und erfordert Gabelgriffe, außerdem hat der Blasdruck einen Einfluss auf die Tonbildung: Die Flöte überbläst in die Quinte, Oktave und Duodezime. Darüber hinaus lässt sich die Tonhöhe im Halbtonbereich verändern, indem das untere Ende teilweise abgedeckt wird. Der Tonumfang beträgt ungefähr eine Undezime bei einer heptatonischen Skala.
Der Musiker singt häufig parallel zur gespielten Melodie einen Bordun in veränderlicher Tonhöhe in die Flöte. Ein solcher Bordunton verbindet die narh in ihrer Region musikalisch mit der Doppelflöte alghoza (deren eines Rohr einen Bordunton hervorbringt), sowie den Fiedeln surando und kamaycha. Letztere Fiedel mit kreisrundem Korpus spielen männliche Mitglieder der Manganiar-Kaste in Rajasthan. Ein in vorwiegend gleichbleibender Tonhöhe gesungener Bordunton (tiefer Dauerton) gehört ferner zur Spielweise der tüidük und anderer zentralasiatischer und mongolischer Flöten.
Die Flöte wird hauptsächlich in drei Musikstilen verwendet: Phuk sind Instrumentalstücke und Lieder, die auf der langen narh mit einem gesungenen Bordunton gespielt werden und denen kurze Gedichte zugrunde liegen, die metaphernreich von der Anrufung des Liebenden an seine Geliebte handeln. Gur sind Stücke auf der kurzen kani, mit denen ebenfalls ein Liebesgefühl ausgedrückt werden soll. Hauptsächlich im Norden des Sindh begleitet die narh auch lange Balladen, die unter der Bezeichnung bait (bayt) den Hauptbestandteil der Sindhi-Volkspoesie ausmachen. Die bait sind von der arabischen Gedichtform qasīda abgeleitet und entstanden während der arabischen Herrschaft über den Sindh von 711 bis 1050. Gelegentlich werden die bait vom Flötisten selbst gesungen. Eine andere, teilweise von der narh begleitete Erzählform sind die dastan.
Beim phuk-Stil vereinen sich Flötenmelodie, gesungener Bordun und Rhythmus zu einer komplexen musikalischen Struktur, die nur ein geübter Musiker darstellen kann. Der phuk besteht aus einem einführenden Teil, der uthan oder saddu („Ruf“) genannt wird und dem Alap eines Raga entspricht, gefolgt vom Hauptteil. Unter den regional unterschiedlichen Spielweisen ist der Stil von Belutschistan am weitesten verbreitet, während im Sindh die narh gegenüber nāy und alghoza in den Hintergrund getreten ist. Allgemein ist die Melodiebildung gegenüber der rhythmischen Funktion der Flöte zurückgegangen.
Im 19. Jahrhundert entwickelte sich zu den vier Fingerlöchern ein System von sieben Fingerpositionen für die bei entsprechenden Stilen oder Spielweisen benötigten Tonhöhen. Namentlich sind dies:
1. Rup (auch sur). Eine häufige Fingerposition, bei der die oberen drei Fingerlöcher geschlossen werden und das vierte offen bleibt.
2. Katth. Vier geschlossene Fingerlöcher sind beim Stil gur, der auf den gesungenen Bordunton verzichtet, üblich.
3. Bleiben die unteren beiden Fingerlöcher offen, heißt es morhalo (murhalo). Diese Fingerposition gehört zum Musikstil lahra (lahro).
4. Bei der Position kharaz sind die drei unteren Fingerlöcher geschlossen und das obere bleibt offen. Sie wird bei einem gur in hoher Tonlage gebraucht.
5. Umgekehrt sind beim phuk die unteren drei Fingerlöcher offen und das obere wird geschlossen. Dies gehört zum gleichnamigen Stil mit einem tiefen Bordungesang.
6. Die Position nutt klingt tiefer als morhalo und gehört zu jener Tonfolge. Hierbei werden die oberen beiden Löcher geschlossen und die unteren bleiben offen.
7. Die Fingerposition von phukun-jokatth entspricht der Position phuk, wobei in diesem Fall der Bordungesang auf dem höchsten Ton der entsprechenden Melodie hinzukommt.[17]

## Diskografie
- Flûtes du Rajasthan. Le Chant du Monde. (Collection du Centre national de la recherche scientifique et du Musée de l’homme) CD produziert von Geneviève Dournon und Komal Kothari bei Harmonia Mundi, 1989